# ادامز سیتی (کلرادو)
ادامز سیتی، کلورادو (به انگلیسی: Adams City, Colorado) در ایالات متحده آمریکا است که در کلرادو واقع شده‌است.

## خصوصیات
ادامز سیتی ۱٬۵۶۵ متر بالاتر از سطح دریا واقع شده‌است.